# بيت العماقي (ذي السفال)

تعديل مصدري - تعديل

بيت العماقي محلة تابعة لقرية دومة، التابعة لعزلة الصفة بمديرية ذي السفال إحدى مديريات محافظة إب في الجمهورية اليمنية، بلغ تعداد سكانها 37 حسب تعداد اليمن لعام 2004.